# محمودی
- محمود محمودی خوانساری
- محمدباقر محمودی معروف به علامه محمودی
- بهنام محمودی بازیکن سابق والیبال
- شهرام محمودی بازیکن والیبال و برادر بهنام محمودی
- سمیه محمودی نماینده مردم شهرضا و سمیرم در دهمین دوره مجلس شورای اسلامی
- سهیل محمودی شاعر و نویسنده
- نیلوفر محمودی
- جمشید محمودی
- محمودی یکای پول دوره غزنویان